# NGC 2417
NGC 2417 (другие обозначения — ESO 123-15, AM 0729-620, IRAS07295-6208, PGC 21155) — спиральная галактика в созвездии Киля. Открыта Джоном Гершелем в 1836 году. Удалена приблизительно на 150 миллионов световых лет, её диаметр составляет около 120 миллионов световых лет.
В этой галактике хорошо заметно влияние звездообразования на кинематику газа. В кривой вращения галактики наблюдается несколько провалов амплитудой 20—30 км/с.
Этот объект входит в число перечисленных в оригинальной редакции «Нового общего каталога».
Галактика NGC 2417 входит в состав группы галактик NGC 2369. Помимо NGC 2417 в группу также входят NGC 2369, NGC 2369A, PGC 20640, NGC 2381, IC 2200, IC 2200A и PGC 21062.